# Haninge Power Cheer and Dance

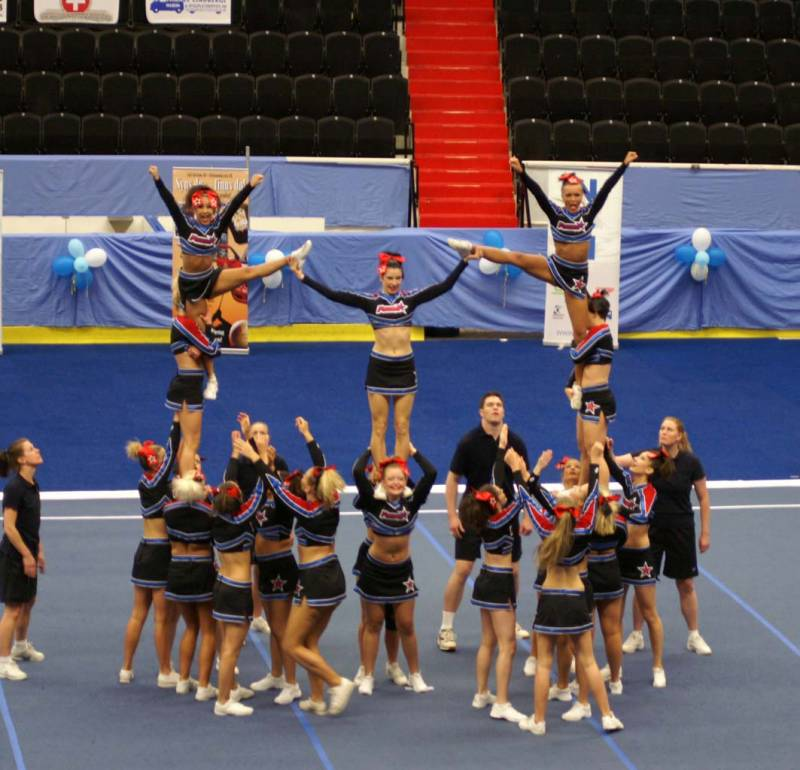
Svenska mästarna 2007, Haninge Power Cheer Eagles.

Haninge Power Cheer and Dance (PCD) är en svensk cheerleadingförening baserad i Haninge utanför Stockholm. Föreningen bildades våren 2002, men fanns sedan 1994 under namnet Powermites. Sammanlagt har föreningen 130 medlemmar i åldrarna från 3 till 33 år. Föreningen har förutom de svenska tävlingarna även deltagit i EM och internationella öppna mästerskapen och är bland Sveriges mest välmeriterade föreningar inom cheerleading.

## Lag
Föreningen har tio lag, varav sex är tävlande. Lagen heter Racoons, Jags, Panthers, Cats, Hawks, Ravens, Cheetahs, Stingrays, Cougars och Eagles. Lagen har, såväl som de individuella medlemmarna, skördat stora tävlingsframgångar. I bagaget av meriter finns medaljer från, förutom de svenska tävlingarna, EM, internationella öppna mästerskapen, USA-mästerskap och VM.
Laget Power Cheer Eagles tävlar i klassen Level 6, som är den mest avancerade klassen i Sverige. Eagles består av runt 30 tjejer i som utövat cheerleading i flera år. De har vunnit flera SM-guld under 13 år. Det senaste vann de i Nyköping 2013. De tog även hem EM-brons i Finland 2010 och EM-silvr i Amsterdam 2012. De har också tagit en bronsmedalj på VM 2011 och hamnade 2013 på en fjärdeplacering.